# Фердинанд Брандес
Фердинанд Брандес (нім. Ferdinand Brandes; 30 квітня 1879, Бад-Зальцуфлен — 19 квітня 1974, Бад-Зальцуфлен) — німецький інженер, один з керівників кораблебудування Третього Рейху, міністерський директор (4 травня 1942). Кавалер Німецького хреста в сріблі.

## Біографія
27 квітня 1905 року вступив на військово-морську верф у Вільгельмсгафені. З квітня 1916 року служив у Конструкторському відділі Морського управління. Після закінчення Першої світової війни 15 липня 1919 року переведений в Конструкторський відділ Адміралтейства (потім Морського керівництва), спеціаліст з морських машин. З 1 квітня 1921 року — директор відділу морського машинобудування військово-морських верфей Вільгельмсгафена. З 1 грудня 1932 року — радник Відділу кораблебудування Морського керівництва, з 3 листопада 1934 року — Відділу морських машин Управління кораблебудування ОКМ. 27 жовтня 1936 року очолив Відділ морських машин (КІІ) Управління кораблебудування ОКМ. 31 жовтня 1939 року його відділ був розгорнутий в управлінську групу. 1 грудня 1944 року переведений в розпорядження ОКМ, а 31 грудня звільнений у відставку.

## Нагороди
- Залізний хрест 2-го класу для некомбатантів
- Хрест «За військові заслуги» (Ліппе) для некомбатантів
- Хрест «За вірну службу» (Шаумбург-Ліппе) для некомбатантів
- Військовий Хрест Фрідріха-Августа (Ольденбург) 2-го класу
- Почесний хрест ветерана війни
- Медаль «За вислугу років у Вермахті» 4-го, 3-го, 2-го і 1-го класу (25 років)
- Хрест Воєнних заслуг 2-го і 1-го класу з мечами
- Німецький хрест в сріблі (17 січня 1945)